# Rex Andrew Alarcon
Rex Andrew Clement Alarcon (* 6. srpna 1970 Daet) je filipínský římskokatolický duchovní a arcibiskup Caceres.

## Život
Narodil se 6. srpna 1970 v Daet.
Vstoupl do Holy Rosary Minor Seminary ve městě Naga. Teologii studoval na univerzitě svatého Tomáše v Manile. Dne 11. listopadu 1995 byl kardinálem Jaime Sinem vysvěcen na jáhna a kněžské svěcení přijal 9. listopadu 1996 z rukou arcibiskupa Leonarda Zamory Legaspi.
Po vysvěcení sloužil jako farní vikář svatého Jana Evangelisty v Naze a profesorem nižšího semináře. Od roku 1997 byl sekretářem arcibiskupa. Roku 1999 začal studovat na Papežské univerzitě Gregoriana, kde získal licenciát z církevní historie. Po svém návratu přednášel v kněžském semináři, vykonával funkci superintendenta škol a ředitele Catholic Educational Association of the Philippines.
Dne 2. ledna 2019 jej papež František jmenoval biskupem Daetu. Biskupské svěcení přijal 19. března 2019 z rukou arcibiskupa Rolanda Tria Tirona a spolusvětiteli byli arcibiskup Adolfo Camacho Yllana a biskup Manolo Alarcon de los Santos. Dne 22. února 2024 byl převeden do úřadu arcibiskupa Caceres.